# 北川明
北川 明（きたがわ あきら、1943年〈昭和18年〉 - ）は、日本の編集者、実業家。第三書館代表。

## 来歴
京都大学工学部卒業。東京都新宿区西早稲田に出版社、第三書館を設立。

## 日本赤軍
1975年（昭和50年）、日本赤軍兵站委員会のメンバーだった島田恭一とスウェーデンの警察当局によって逮捕され、日本に強制送還されている。同年9月、2人は羽田空港で逮捕された。理由は旅券法違反で、2人はドイツ連邦共和国（当時、西ドイツ）の日本人商社員誘拐・身代金奪取作戦に参加する予定だったとされる。